# 張珮珊
張珮珊（1975年6月3日—），前三立新聞台主播，前TVBS《新聞晚餐 搞懂新聞》主持人，和老公岑永康曾是TVBS知名夫妻檔雙主播，2001年與岑永康結婚，育有一子一女。

## 曾主播過或主持過的節目

### 電視節目
| 時間                        | 頻道       | 節目                  | 備註                                   |
| 2003年-2005年               | TVBS-N     | 《早上7.8點整點新聞》 | 與老公岑永康一起雙主播                 |
| 2005年-2011年               | TVBS-NEWS  | 《早安台灣》          | 主播                                   |
| 2005年11月14日—2007年3月1日 | TVBS       | 《新聞晚餐》          | 主持人兼製作人（與董智森一起主持）     |
| 2006年1月2日—2006年9月29日  | TVBS       | 《搞董新聞》          | 主持人兼製作人（與董智森一起主持）     |
| 2011年8月1日-2012年2月2日   | TVBS       | 《國民大會》          | 主持人                                 |
| 2011年                      | 中天娛樂台 | 《幸福相談所》        | 主持人                                 |
| 2013年8月1日至2016年8月1日  | 三立新聞台 | 《新聞54珊》          | 主播，每週一至週五06:50-08:10 現已停播 |
| 2015年1月-2015年6月         | 年代MUCH台 | 《別讓身體不開心》    | 主持人                                 |

### 廣播節目
| 時間                      | 頻道     | 節目               | 備註       |
|                           | 飛碟電台 | 《好男好女過日子》 | 代班主持人 |
| 2022年8月24日             | 飛碟電台 | 《生活同樂會》     | 代班主持人 |
| 2023年4月23日             | 飛碟電台 | 《生活同樂會》     | 代班主持人 |
| 2023年5月8日-2023年5月9日 | 飛碟電台 | 《生活同樂會》     | 代班主持人 |
| 2025年5月15日             | 飛碟電台 | 《生活同樂會》     | 代班主持人 |

### 金鐘獎 星光大道
| 時間   | 頻道 | 節目                        | 備註             |
| 2015年 | 中視 | 第50屆金鐘獎 星光大道主持人 | 與岑永康一起主持 |

## 出版作品

### 著作
| 出版日期       | 書籍名稱                                                          | 作者姓名       | 出版單位       | ISBN               |
| -------------- | ----------------------------------------------------------------- | -------------- | -------------- | ------------------ |
| 2010年8月15日  | 《快樂工作出頭天》                                                | 岑永康、張珮珊 | 商周出版       | ISBN 9789861202389 |
| 2010年4月1日   | 《走，全家去紐西蘭上學！：岑永康、張珮珊的Long Stay親子成長筆記》 | 岑永康、張珮珊 | 時周文化       | ISBN 9789867586988 |
| 2008年12月5日  | 《聰明省錢過好日》                                                | 岑永康、張珮珊 | 商周出版       | ISBN 9789866571732 |
| 2012年12月7日  | 《岑永康、張珮珊幸福買屋筆記》                                    | 岑永康、張珮珊 | Smart智富      | ISBN 9789867283429 |
| 2013年3月15日  | 《岑永康×張珮珊幸福悄悄話》                                       | 岑永康、張珮珊 | 聲活工坊       | ISBN 9789868892620 |
| 2022年10月10日 | 《這不是教養書：孩子要長大，爸媽要長進！岑永康X張珮珊的獨家報導》 | 岑永康、張珮珊 | 臺灣商務印書館 | ISBN 9789570534528 |

## 電視廣告
- 黑橋牌企業黑橋牌香腸
- 必達定殺菌口腔噴液
- 台灣糖業公司台糖貢丸
- 流感疫苗宣導
- 國家通訊傳播委員會有線電視數位化宣導
- 節能標章大使
- 日本觀光廳

## 外部連結
- 張珮珊的Facebook專頁
- 岑永康張珮珊窩幸福的Facebook專頁

//zh.wikipedia.org